# Euryale (mythologische figuur)
Euryale (Grieks: Εὐρυάλη) is een figuur uit de Griekse mythologie. Zij is een der monsterlijke Gorgonen; dochter van Phorcys en Ceto en de zuster van Stheno en Medusa, de bekendste Gorgoon.
Euryale is (evenals Stheno) onsterfelijk, in tegenstelling tot Medusa, die werd gedood door Perseus.